# Decticus
Decticus a fürgeszöcskefélék családjának egyik neme; a Decticini tribus egyetlen rendszertani egysége.

## Elterjedése
A genus tagjai Európában, Ázsiában és Észak-Afrikában élnek. Magyarországon egyetlen faja fordul elő, a szemölcsevő szöcske. 

## Fajok
A nembe 6 faj tartozik:
1. Decticus albifrons (Fabricius, 1775)
2. Decticus annaelisae Ramme, 1929
3. Decticus hieroglyphicus Klug, 1829
4. Decticus loudoni Ramme, 1933
5. Decticus nigrescens Tarbinsky, 1930
6. Decticus verrucivorus (Linnaeus, 1758) – szemölcsevő szöcske; típusfaj

## Fordítás
- Ez a szócikk részben vagy egészben  a   Decticus című angol Wikipédia-szócikk ezen változatának fordításán alapul.  Az eredeti cikk szerkesztőit annak laptörténete sorolja fel. Ez a jelzés csupán a megfogalmazás eredetét és a szerzői jogokat jelzi, nem szolgál a cikkben szereplő információk forrásmegjelöléseként.